# Bye For Now
『Bye For Now』（バイ・フォー・ナウ）は、T-BOLANの6枚目のシングルで、ZAIN RECORDS移籍第1弾シングルとして発売された。

## 制作、音楽性
表題曲は、当時信頼していた女性スタッフがニューヨークへ旅立つ際「夢を叶えるため、未来の自分のために今の仕事を辞めて、海外で新しいことにチャレンジすることを決めた」と告白し制作された楽曲で、関西テレビ・フジテレビ系月曜サスペンスシリーズ『ウーマンドリーム』の主題歌に使用された。
曲の構造はAメロ、Bメロ、サビのパターンや曲中での配置の仕方が、一般の曲（トゥーハーフ）とは違うものとなっている。サウンドとしては共同編曲者の明石昌夫が得意とするオーケストラ・ヒットの音色がインパクトを与えている。

## チャート成績
オリコンシングルチャート3週連続2位を記録した。ロングヒットを続け、T-BOLAN自身初となるミリオンセラー（日本レコード協会認定及びオリコン）を記録した。

## 収録曲
| 全作詞・作曲: 森友嵐士、全編曲: T-BOLAN・明石昌夫。 |                          |          |            |      |
| #                                                   | タイトル                 | 作詞     | 作曲・編曲 | 時間 |
| 1.                                                  | 「Bye For Now」          | 森友嵐士 | 森友嵐士   | 4:38 |
| 2.                                                  | 「鏡の中の嘘が微笑むよ」 | 森友嵐士 | 森友嵐士   | 5:04 |
| 合計時間:                                           | 合計時間:                | 9:42     |            |      |

## 楽曲の収録アルバム
- HEART OF STONE (#1)
- SINGLES (#1)
- T-BOLAN FINAL BEST GREATEST SONGS & MORE (#1)
- complete of T-BOLAN at the BEING studio (#1)
- BEST OF BEST 1000 T-BOLAN (#1)
- T-BOLAN BEST HITS (#1)
- LEGENDS (#1,2)
- ADDITIONAL DISC (#2)
- T-BOLAN COMPLETE SINGLES 〜SATISFY〜 (#1)

### コンピレーションアルバム
- ウーマンドリーム ORIGINAL SOUNDTRACK(#1)
- COUNTDOWN BEING (#1)
- FUN Greatest Hits of 90's (#1)

## ゲストコーラス
- 坪倉唯子